# Manoir du Pavillon (Fauguernon)
Le manoir du Pavillon est une demeure du XVIe siècle qui se dresse sur le territoire de la commune française de Fauguernon, dans le département du Calvados, en région Normandie. L'édifice est classé au titre des monuments historiques.

## Localisation
Le manoir est situé à Fauguernon, sur le plateau du Lieuvin, à l'écart de la route, dans le département français du Calvados.

## Historique
Le manoir date de la fin du XVIe ou du début du XVIIe siècle.

## Description
L'édifice est bâti en briques et pierres de taille. Il se compose à l'origine d'un corps de logis quadrangulaire, sur lequel on a flanqué de part et d'autre des pavillons carrés formant saillie côté nord, formant deux petites ailes.
Une galerie à l'italienne, ouverte sur l'extérieur par quatre arcades en pierre en arc en plein cintre, forme un perron couvert occupant l'espace laissé libre entre les deux pavillons. Un double escalier permet d'accéder à deux portes jumelées.

## Protection
Le manoir est classé au titre des monuments historiques par arrêté du 16 septembre 1946.